# 呆伯特

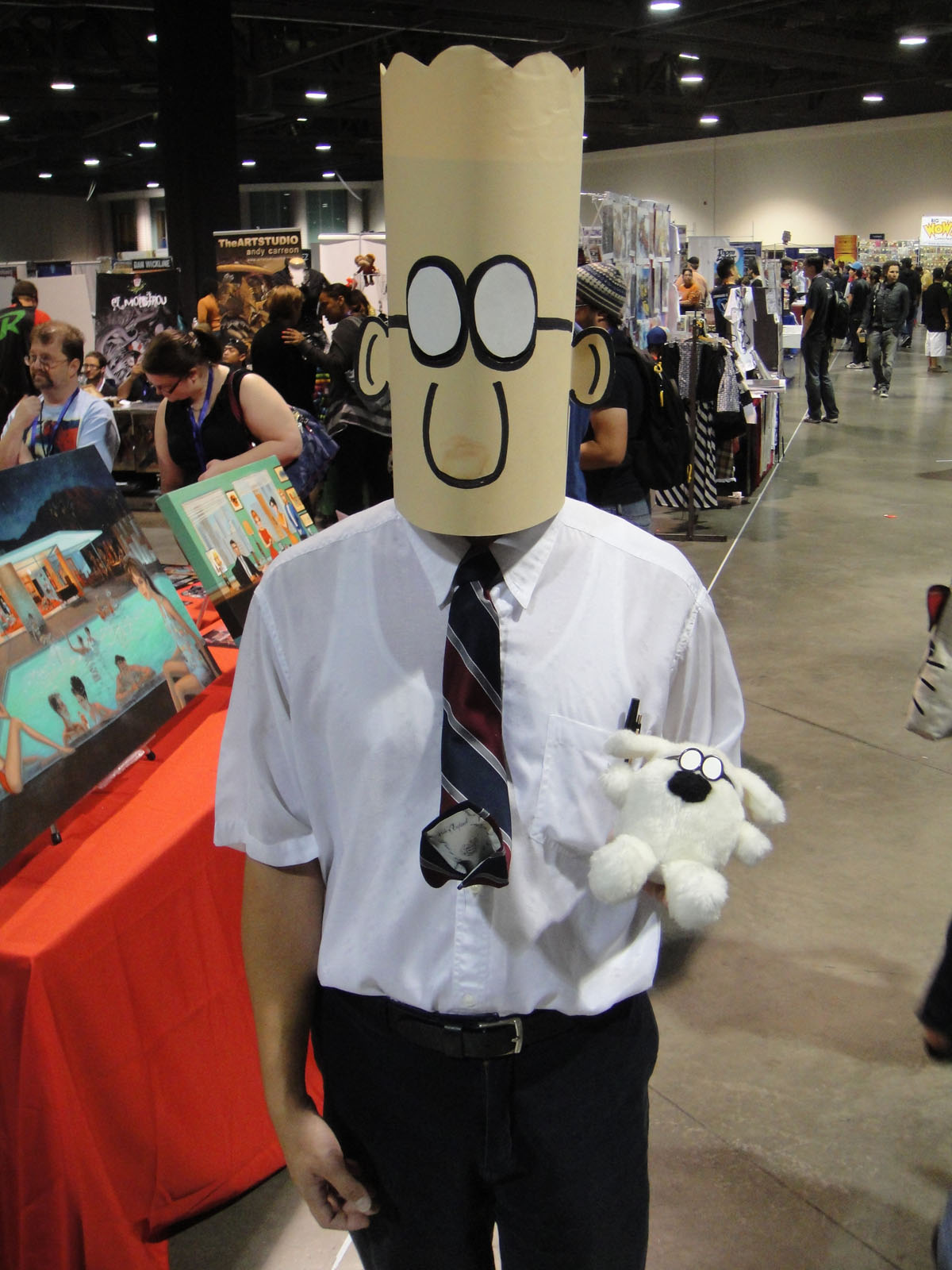
角色扮演（cosplay）呆伯特的圖片lay

呆伯特（Dilbert）是美國漫畫家斯科特·亚当斯（Scott Adams）在1989年開始出版的五格或四格漫畫跟書籍系列，由作者自身辦公室經驗跟讀者來信為本的諷刺職場現實的作品。

## 人物介紹
- 呆伯特

系列的主角，不受異性跟上司青睞的單身衰尾男性工程師，熱愛科技發明的發明狂，有一個同樣熟悉科技的老媽，講起喜歡的科技話題來會是一串一般人聽不懂的術語，有用術語催眠和讓人發瘋殺人的能力，跟狗伯特住在一起。
- 狗伯特

並非人類最好的朋友，意圖控制操縱全人類的犬科動物，在毛茸茸的可愛外表下，有一肚子的壞水跟陰謀詭計，雖然喜歡吐槽、玩弄呆伯特，但在必要時也會幫助他。
- 鼠伯特

也在呆伯特家中的不請自來鼠輩，不懂情況喜歡亂講話亂下結論的單細胞囓齒動物。
- 貓伯特

邪惡的人事主管，在裁員前會狠狠地玩弄員工。
- 恐龍老包

還未滅絕的恐龍，會對亂講職場廢話術語的人處以內褲掉褲縫之刑(從後面把內褲由外褲內向上拉出。若拉過頭頂，則為核能內褲掉褲縫之刑。美國搞笑漫畫常見)。
- 老闆

呆伯特的直屬上司，半禿頂，缺乏一般知識常識及其職位所應具有的管理能力，愛說大話且富有向物理現實挑戰的精神(永無止境的顛覆與冒險)，倒楣跟負責的往往是他的下屬。
- 華利

呆伯特的工程師同事，頗具辦公室生存知識，喜歡捉弄呆伯特等同事為樂，但有時聰明反被聰明誤。
- 愛麗絲

呆伯特的工程師同事，每天一定要喝咖啡的少見女工作狂工程師，脾氣暴躁，在暴走時曾把活人的心臟挖出來，亦曾把人彈射到下一週。
- 垃圾工人

擁有高學歷卻不當工程師的奇妙人物，科技專業能力比呆伯特還強。
- 阿蘇克

一名樂觀的員工，常學習其他員工的惡作劇。
- 昏暗王子菲爾

地獄的惡魔，會把犯小錯的人丟到辦公場所的活地獄。
- 蓋亞

大地之母，會肅正不尊敬大自然的人。
- 黃鼠狼

狡猾的動物，辦公室的最適者。

## 名詞精選解釋
- 愛爾波尼亞

充滿豬、泥巴以及不懂科技的全身是毛戴哥薩克帽國民的新開發廉價勞力市場，會使用彈弓來發射衛星。在comics.com有相關的連載漫畫(非呆伯特系列)The Hairless Elbonian。 
- 太極拳

一種東方的殺人技巧，練好的退休人士可以把沒練的退休人士的退休金搶光。
- 裁員

充滿各式同意語的詞，業界永遠會發明更新更政治正確的同義詞。
- 工程師

無趣、沒異性緣、工時長但賺錢的行業，大多是男性從事，女性工程師是少數中的少數。
- 辦公室隔間

給予員工拘束感而使他們不快樂和無法發揮創造力的設計，是針對消滅員工士氣的傑作發明，通常都很窄。
- 管理能力

照理來講主管所必須有的能力，但不幸的是通常是不具有管理能力的人(或猴子黃鼠狼等動物)會升官。
- 瓦肯殺人掌

來自星艦迷航記的殺人絕學，呆伯特曾用過。
- 傑氏管

也是星艦迷航記中出現的東西，正常辦公室並沒有，愛莉絲曾以修理傑氏管為由騙阿蘇克爬進空調管線。
- 會計部

公司中的萬魔殿，充滿各式惡魔的消滅各部門預算處，在會計部正常人呼吸其異常的空氣會慢慢的同化變成刪預算惡魔。
- 行銷部

公司中負責找出“無用商品也會買的冤大頭顧客”的詐欺部門。
- 會議

考驗膀胱跟意志力的浪費生產力精力時間的集體活動，只有會在會議說無意義的商業術語跟能忍完全程不上廁所的人能當主管，大部分公司只會一直排定無意義的會議。
- 工作

付你錢讓你來上班並不快樂的等義詞。

## 出版書籍

### 商業書籍
- 呆伯特法則 (The Dilbert Principle)
- 樂在不工作 (The Joy of Work)
- 呆伯特大未來 (The Dilbert Future)
- 狗伯特極機密管理法則(Dogbert's Top-Secret Management Handbook)
- 呆伯特之黃鼠狼當道(Dilbert and the Way of the Weasel)

### 漫畫
- 辦公室隔間大叛逃
- 竊取公司資源‧創造優質生活
- 便服上班日，老闆也瘋狂
- 白癡在開會，所以我不在
- 呆伯特電腦健身操
- 辦公室求生指南
- 我不反商，我只是討厭上班
- 商業巨鯨刮刮樂
- 老闆難見，秘書難纏
- 別懷疑，你就是那麼笨
- 我笨，所以我是老闆

### 百科
- 呆伯特人物誌

## 外部連結
- Official Dilbert website（页面存档备份，存于）
- Website for Dilbert's Desktop Games, by DreamWorks Interactive（页面存档备份，存于）
- Dilbert's Ultimate House (DUH)